# Alessandro Vezzosi
Alessandro Vezzosi est un critique d'art italien, spécialiste de Léonard de Vinci. Il est le concepteur de nombreuses expositions, de publications et de conférences, en Italie et à l'étranger (notamment aux États-Unis au Japon) sur Léonard de Vinci et la Renaissance. Il traite aussi de l'art contemporain et le design. 
Il fut le premier chercheur du Centre Armand Hammer à consacrer ses travaux à Léonard de Vinci, à l'Université de Californie à Los Angeles (1981), dirigé par Carlo Pedretti ; il a enseigné à l'Université de Reggio d'Émilie ; il est professeur honoraire à l'Accademia delle Arti del Disegno de Florence. 
Il a commencé sa carrière comme artiste de 1964 à 1971, remportant plusieurs concours de peinture. Dans les années 1970, il fut le fondateur de « Archivio Leonardisimi » et de Strumenti-Memoria del Territorio ; il était le consultant historico-artistique de la municipalité de Vinci et a collaboré aux publications consacrée à la Toscane et à Léonard de Vinci. 
En 1980, il a présidé le Centro di Documentazione Arti Visive de la municipalité de Florence, avec Maurizio Nannucci. 
Il est le fondateur et le directeur du Museo Ideale Leonardo da Vinci à Vinci, près de Florence. 

## Travaux
(mai 2021).
- 1981. Leonardo's return to Vinci-Leonardo, Poussin, Rubens. Introduction by Carlo Pedretti. Exhibition displayed at American Museums, from Berkeley (University Art Museum) to Princeton. New York: Johnson Reprint Corporation.
- Alessandro Vezzosi (ed.), (1986). Il giardino d'Europa: Pratolino come modello nella cultura europea. Milano : Mazzotta.
- 1987. Leonardo: art utopia and science = Leonardo: arte utopia e scienza. Firenze: Giunti Barbèra.
- 1988. Leonardo: scomparso e ritrovato. Florence: Giunti.
- 1993. Il tesoro dell'architettura. Cleto Munari (1980-1990) = The treasure of architecture. Cleto Munari (1980-1990). Florence: Edifir.
- 1995. cd-rom Leonardo. La Pittura. Florence: SCALA-EMME (translated in French, German, English).
- 1996. Leonardo da Vinci: arte e scienza dell'universo, collection « Universale Electa/Gallimard » (no 73). Trieste: Electa/Gallimard. .
- 1996. Léonard de Vinci : Art et science de l’univers, collection « Découvertes Gallimard » (no 293). Paris: Gallimard. .
- 1997. Leonardo da Vinci: Renaissance Man, série « New Horizons ». London: Thames & Hudson. .
- 1997. Leonardo da Vinci: The Mind of the Renaissance, série « Abrams Discoveries ». New York: Harry N. Abrams.
- 2006. Leonardo, mito e verità: riscoperte, attualità e nodi della conoscenza. Vinci: Museo Ideale Leonardo da Vinci.
- 2008. Leonardo Infinito. Reggio Emilia: Scripta Maneant.
- 2009 Joconde. Da Monnalisa alla Gioconda nuda. Museo Ideale Leonardo Da Vinci. Edizione ADARTE.
- 2010, La Gioconda è Nuda. Riscoperte e nuove icone a cura di Agnese Sabato. Ed. JFK Edizioni.
- Claudio Strinati, Alessandro Vezzosi, (2010). Raffaello Universale. Reggio Emilia: Scripta Maneant.
- 2011. Leonardo e l'idea della bellezza = Leonardo and the idea of beauty. Tokyo: Mainichi Shinbunsha.
- 2011. Mona Lisa Unveiled. RSM: JFK Edizioni.
- 2012 La forza di un’idea visiva. Archivio Leonardismi. Vinci.
- 2012. Michelangelo Assoluto. Reggio Emilia: Scripta Maneant.
- 2013 Vinci e Leonardo n.6 novembre-dicembre. Ed. Strumenti – Memoria del Territorio. Vinci.
- Alessandro Vezzosi, La Gioconda è Nuda, Strumenti Memoria del Territorio, 2013.
- Alessandro Vezzosi, Leonardo-Mona Lisa-The myth, Taipei, Mediasphere, 2013.